# エスコーラ・アレグリア・デ・サベール
エスコーラ・アレグリア・デ・サベール(ポルトガル語: Escola Alegria de Saber)は東海地方にある在日ブラジル人向けの学校。

## 沿革
2010年所属5校 各県の各種学校認可

## 所属校一覧
愛知県
- 豊田校
- 豊橋校
- 碧南校

三重県
- 鈴鹿校

静岡県
- 浜松校